# Ettore Fagiuoli
Ettore Fagiuoli (Verona, 3 settembre 1884 – Verona, 19 marzo 1961) è stato un architetto e scenografo italiano celebre per le sue opere a Verona e provincia oltre che per le sue scenografie del festival lirico areniano.

## Biografia e opere
Figlio di Francesco Fagiuoli, ingegnere civile, e di Itala Zoraide Vecchi, frequentò prima l'Istituto "alle Stimate" e quindi il Liceo Ginnasio Statale Scipione Maffei del quale avrebbe poi progettato la ristrutturazione e dal quale si diplomò con il massimo dei voti nel 1903.
Laureatosi in architettura nel 1908 al politecnico di Milano (dopo aver frequentato il biennio di architettura a Padova e aver frequentato l'Accademia di belle arti di Brera) fece subito delle esperienze professionali in chiave eclettica, lavorando prima nello studio paterno e in un secondo momento in quello gestito da L. Broggi e C. Nava, il cui stile si rifaceva a quello di Camillo Boito. Nel 1911 torna a Verona, iniziando a collaborare con la soprintendenza ai Monumenti di Verona, Mantova e Cremona (vincendo il primo posto a in un pubblico concorso) e a realizzare incisioni ispirate alle vedute veronesi. Nel 1913 conclude la sua collaborazione con la sopraintendenza, ove aveva lavorato sotto la direzione di A. Da Lisca.
A Verona inizia la costruzione di numerosi villini signorili nell'area di Borgo Trento. Incline allo stile liberty nei suoi lavori si intravede anche uno stile neo-medioevalista e neo-quattroecentesco. Le creazioni di quegli anni sono caratterizzate da una particolare attenzione del decoro e della mobilia interna, spesso realizzata in legno su ispirazione del gusto rinascimentale o barocco e arricchita da elementi in ferro battuto che richiamavano le tradizioni artigiane. Nel 1913 supera lo stile liberty con la presentazione del progetto, classificatosi poi terzo, per la nuova sede della Cassa di Risparmio, in piazza delle Erbe, di chiara ispirazione neoclassica con elementi mittel-europei (il progetto fu realizzato in collaborazione con G. Greppi e aveva come suo motto "Rinnovarsi o morire"). Nello stesso anno progetta inoltre la sede della Banca d'Italia in via Cordusio a Milano (in collaborazione con Broggi e Nava) e il campanile per il duomo di Verona, che verrà poi realizzato nel 1927 fatta eccezione per la cuspide utilizzando gli stilemi del tardo XVI secolo. Sempre nel 1913 inizia l'attività di scenografo allestendo le scene di Aida (in scena per la prima volta all'Arena di Verona in occasione del centenario della nascita di Giuseppe Verdi), attività che lo porterà a firmare ben 37 scenografie, fino al 1958. Tra il 1939 e il 1958 l'intensità delle collaborazioni andrà però scemando.
Durante la prima guerra mondiale Fagiuoli, architetto del genio, rimase un anno sull'Altopiano di Asiago per poi trasferirsi a Roma in qualità di architetto militare. Nel 1922 fu insignito del titolo di Cavaliere dell'Ordine della Corona in virtù dell'attività svolta durante il conflitto; a Roma realizzò quattro acquerelli raffiguranti l'arco di Settimio Severo, Villa d'Este e per due volte Castel Sant'Angelo: tali opere vennero nel 1919 esposte assieme ad altre realizzate da soldati e congedati. Numerose le attività connesse alla ricostruzione: il progetto del ponte sull'Arno a Pisa, alcuni monumenti dedicati ai caduti (non tutti realizzati, il più celebre si trova a Trento ed è il Mausoleo di Cesare Battisti). Finita la grande guerra progetta e realizza, in città, il garage Fiat in via Manin dando prova di un notevole modernismo nell'utilizzo di calcestruzzo armato e ampie vetrate, fondendo numerose correnti artistiche (tra cui l'Art déco, Secessione viennese, Futurismo di Antonio Sant'Elia) in forme austere e funzionali che riescono a sfruttare al meglio la conformazione del suolo. Particolare la copertura con capriate.

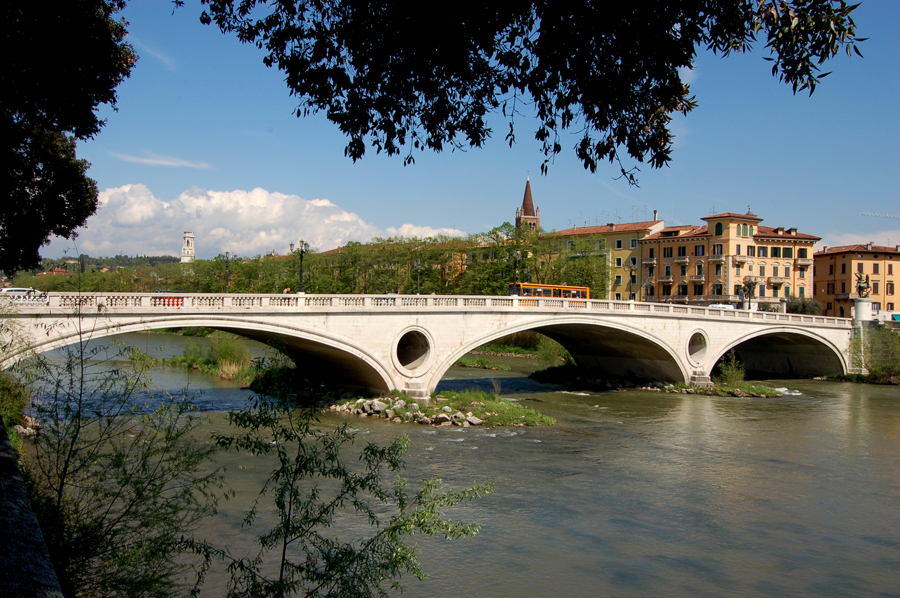
Ponte della Vittoria a Verona

Nel 1920 torna a progettare numerosi villini sia a Verona che in provincia come a Bardolino e a Isola della Scala: tra le sue opere, le ville Cipriani, Bassani, Bonomi. Inoltre si occupa del restauro e dell'ammodernamento di alcune ville della Valpolicella come Villa Bettelloni-Fagiuoli (a San Pietro in Cariano), Villa Giona-Fagiuoli (a San Pietro in Cariano), villa Arvedi (a Grezzana), Villa Fagiuoli, detta "La Berettara" (a Sommacampagna ) e nel restauro del palazzo Boggian in Stradone San Fermo a Verona.
Sempre a Verona, tra il 1922-26, progetta il nuovo Palazzo delle Poste in stile ispirato al manierismo e all'architettura barocca nell'area ricavata dall'abbattimento di alcune case. Sempre a Verona, nel 1924 progetta una ristrutturazione per l'area del Ghetto di Verona e per quella del Filarmonico (Teatro Filarmonico di Verona e Museo lapidario maffeiano), nel 1925 vince il concorso nazionale per la costruzione del Ponte della Vittoria. Sotto la direzione di Ferdinando Forlati e di Antonio Avena, nel 1925 inizia i lavori di restauro di Castelvecchio. Tra il 1926 e il 1928 a più riprese elaborò progetti per il Palazzo del Capitaniato in Vicenza per il quale ideò di aggiungere o un edificio porticato ispirato allo stile palladiano o due campate, senza che alcuno dei due progetti fosse realizzato.
Tra il 1929 e il 1935 realizza, con la collaborazione dell'ingegner R. Carapacchi per la parte meccanica, la Casa «il Girasole» a Marcellise, in provincia di Verona, da un progetto precedente dell'ingegnere Angelo Invernizzi. La particolarità della villa è di ruotare sul proprio asse per seguire il corso del sole durante l'intero arco della giornata, secondo il mito del movimento e dell'energia proposto dal futurismo. La progettazione collettiva è un elemento chiaramente collegato agli usi dell'ambiente collegato al Bauhaus.
Nel 1934 Ettore Fagiuoli risulta vincitore, con l'ingegner Enea Ronca, del concorso bandito nel 1933 per il completamento e la sistemazione del palazzo centrale dell'Università di Padova (Palazzo del Bo), con il progetto contrassegnato dal motto «Falconetto 23». Il palazzo viene realizzato tra il 1938 e il 1942. Nel progetto cercò di mediare tra la monumentalità imposta dal fascismo e i gusti neo-rinascimentali. Sempre secondo questo gusto elaborò un progetto mai realizzato per un monumento ai caduti italiani da realizzarsi a Praga (1935), una fontana per la piazza della Stazione di Bologna (1938) e varie scenografie tra le quali una per la rappresentazione areniana di Lucia di Lammermoor, avvenuta nel 1934. Questi lavori si confanno allo stile del tempo, adottato pure da Carlo Carrà e Mario Sironi. Sempre nel 1934 progetta invece il nuovo Liceo Ginnasio Statale Scipione Maffei (progetto rielaborato dallo stesso nel 1958 e reso operativo nel 1960, in cui si nota come il progettista sapesse integrare forme moderne in un contesto antico caratterizzato dalla vicinanza alla Chiesa di Santa Anastasia).
Tra il 1934 e il 1935, anno in cui venne inaugurato, Fagiuoli progettò e realizzò il Mausoleo di Cesare Battisti, sull'altura del Doss Trento, che domina la città. Causa la militanza del figlio Gianfranco tra i partigiani, abbandonò Verona durante la Seconda Guerra Mondiale, rifugiandosi a Genova ospite dell'ingegner Invernizzi, con il quale aveva già avuto modo di collaborare: realizzò varie acqueforti ispirate alle vedute genovesi, disperse a causa dei bombardamenti che interessarono la città. Siffatta attività non era mai stata del tutto abbandonata dal Fagiuoli, il quale aveva già esposto le sue opere in varie occasioni: nel 1916 espose alla londinese Associazione italiana degli acquafortisti, nel 1921 alla prima Biennale di Roma e nel 1922 e nel 1930 alla Biennale di Venezia. 170 acqueforti saranno poi ristampate e esposte nel 1981 nella Casa di Giulietta assieme ad altri bozzetti per scenografie. Altri bozzetti sono presenti all'AMO di Verona.
Negli anni seguenti, e fino alla sua morte avvenuta il 19 marzo 1961 a Verona, si occupa di numerosi progetti a Verona e provincia. Attività principali di questo periodo furono il restauro e la ristrutturazione in cantieri aperti in via Anfiteatro e all'Istituto Campostrini. Nel 1949 realizzò Ponte alla Carraia di Firenze; in seguito si dedicò alla realizzazione di condomini e di scenografie. Sempre nell'ambito della ricostruzione veronese, propose un progetto per ricostruire il Teatro Filarmonico (1948) e Ponte della Vittoria (1951), distrutto durante la guerra. Circa 3000 disegni vennero donati dai suoi tre figli (Gianfranco, Marco e Silvia Fagiuoli) e dagli eredi al Centro studi e archivio della comunicazione dell'Università di Parma e furono esposti nel 1984 in occasione di una mostra monografica.
Appartenne alla casata Fagiuoli e fu parente, tra i molti noti italiani, del poeta e drammaturgo Giovan Battista Fagiuoli e del patriota italiano Antonio Fagiuoli. Si sposò con Laura Arvedi da cui ha avuto quattro figli (Gianfranco, il primogenito, Andrea, Marco e Silvia), legandosi inoltre alla famiglia dei Conti Arvedi d'Emilei.